# 爱隆阿
爱隆阿（？年？月？日—1767年？月？日），觉尔察氏，满洲正黄旗人，乾隆时期以军功位列紫光閣五十功臣。

## 生平
乾隆十七年（1753年），任正黄旗护军参领。
乾隆二十年（1756年），任黑龙江左翼齐齐哈尔副都统、伯都讷副都统。
乾隆二十一年（1757年），任巴里坤领队大臣。
乾隆二十二年（1758年），参与平定大小和卓之乱。
乾隆二十五年（1761年），任正白旗护军统领兼镶白旗蒙古副都统。
乾隆二十六年（1762年），被列为紫光閣五十功臣之一，并绘制画像存放在紫光阁。
乾隆二十七年（1763年），任伊犁参赞大臣。
乾隆三十一年（1767年），去世。

## 亲属
- 弟弟：巴宁阿